# Schalungsanker

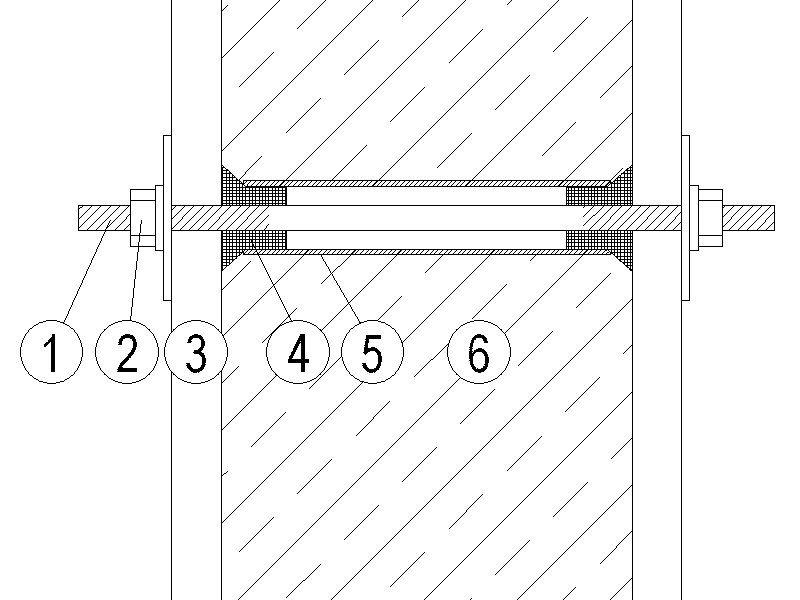
Systematischer Aufbau eines Schalungsankers.
1: Gewindestab
2: Mutter
3: Schalung
4: Anschlusskonus
5: Hüllrohr
6: Beton

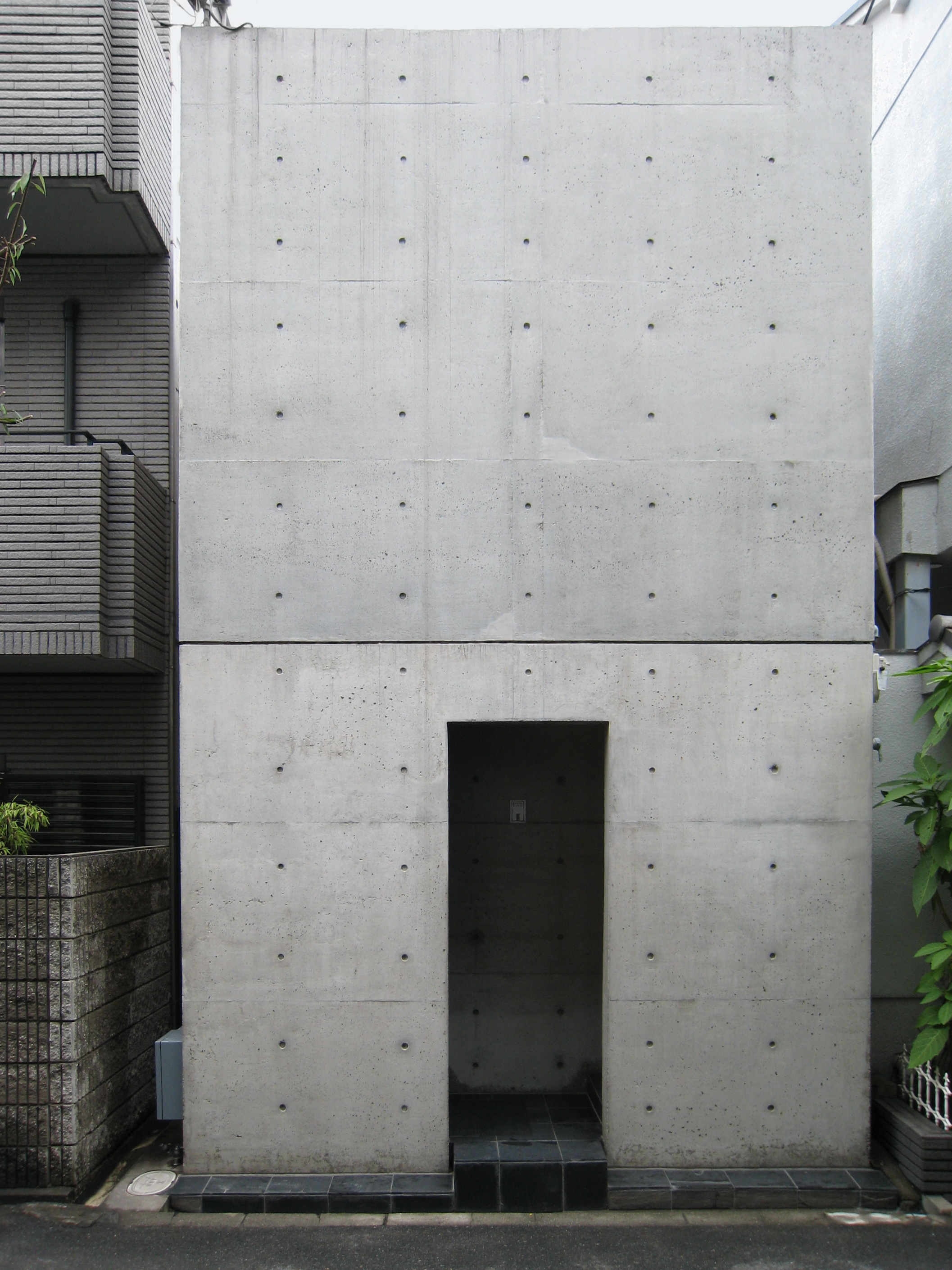
Die sichtbaren Löcher der Schalungsanker als architektonisches Gestaltungsmittel. Tadao Andō, Azuma House

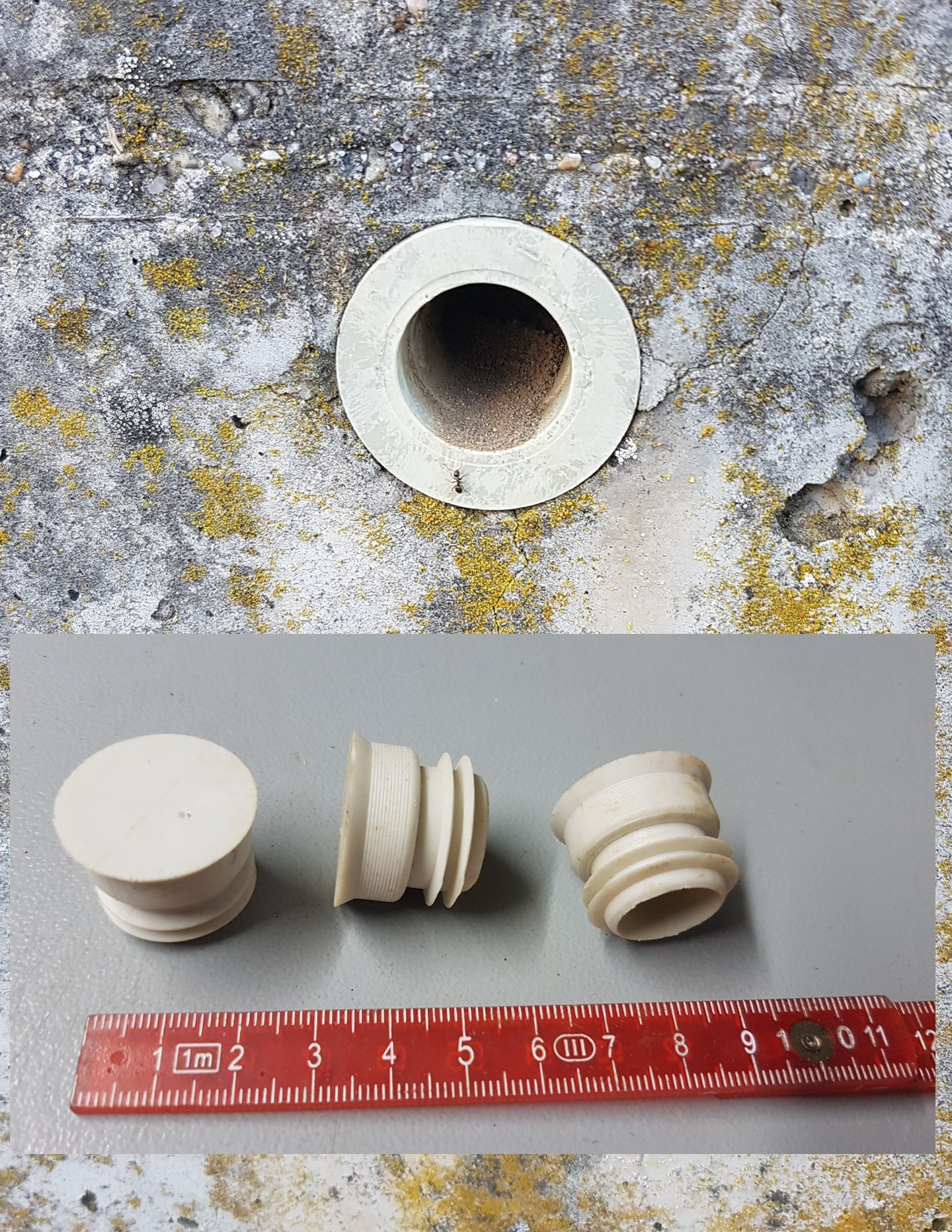
Offenes Schalungsloch und dazugehörige Verschlussstopfen

Ein Schalungsanker ist ein Verbindungselement, das zwei Schaltafeln miteinander verbindet. Wird der frische Beton in die Schalung eingefüllt, besitzt er noch nicht die Festigkeit des späteren Bauteils, sondern übt Druck auf die Schalung aus. Bei der Schalung einer Wand werden die senkrecht stehenden Schaltafeln deshalb miteinander verbunden. Das Verbindungselement, der Schalungsanker, liegt im Innern des Betonbauteils.
Der Schalungsanker besteht aus mehreren Teilen. Die eigentliche Funktion der Lastabtragung übernimmt ein Gewindestab aus Stahl. Auf jeder Seite ragt er durch ein Loch aus der Schalung, wo er auf der Außenseite durch eine Mutter gesichert wird. Soll der Stahlstab nach dem Ausschalen wieder entfernt werden können, steckt er in einem Leerrohr, das im Betonbauteil verbleibt. An den Seiten schließt ein Metall- oder Kunststoffkonus das Leerrohr an die Schalung an, so dass der flüssige Beton nicht aus dem Loch in der Schalung auslaufen kann. Der Schalungsanker hinterlässt nach dem Entfernen ein Loch im fertigen Bauteil, das durch einen Zapfen/Stopfen verschlossen oder verputzt werden kann.
Um trotz der Durchdringung des Betonbauteils Eigenschaften wie Wasserundurchlässigkeit, Feuerbeständigkeit oder Schallschutz zu gewährleisten, gibt es verschiedene Ausbildungen des Hüllrohres. Bei zimmermannsmäßig hergestellten Schalungen kann die genaue Position der Schalungsanker vor Ort festgelegt werden, indem man Löcher in die Schaltafeln bohrt. Bei modernen Systemschalungen sind die Löcher schon vorgegeben. Eine einfachere Form der Verbindung von Schaltafeln ist die mittels Draht (Rödeldraht, daher auch die Bezeichnung „Rödelloch“), der durch Löcher in der Schalung geführt wird und im Bauteil verbleibt. Problematisch ist bei der Verwendung von Rödeldraht als Anker die Gefahr von Korrosion und in der Folge abplatzen von Beton, einhergehend mit Festigkeitsverlust.
Schalungsanker sind in der DIN 18216 genormt.